# Tadousse-Ussau
 Tadousse-Ussau  es una población y comuna francesa, en la región de Aquitania, departamento de Pirineos Atlánticos, en el distrito de Pau y cantón de Garlin.

## Demografía
| 115 | 99 | 73 | 68 | 75 | 78 |
| Para los censos de 1962 a 1999 la población legal corresponde a la población sin duplicidades (Fuente: INSEE [Consultar]) |    |    |    |    |    |